# Vrången (Nottebäcks socken, Småland)
Vrången är en sjö i Uppvidinge kommun och Vetlanda kommun i Småland och ingår i Mörrumsåns huvudavrinningsområde. Sjön har en area på 0,541 kvadratkilometer och ligger 281,1 meter över havet. Sjön avvattnas av vattendraget Mörrumsån (Åbyån). Vid provfiske har abborre och gädda fångats i sjön.

## Delavrinningsområde
Vrången ingår i det delavrinningsområde (634492-146192) som SMHI kallar för Utloppet av Vrången. Medelhöjden är 290 meter över havet och ytan är 14,87 kvadratkilometer. Det finns inga avrinningsområden uppströms utan avrinningsområdet är högsta punkten. Avrinningsområdets utflöde Mörrumsån (Åbyån) mynnar i havet. Avrinningsområdet består mestadels av skog (79 %). Avrinningsområdet har 0,64 kvadratkilometer vattenytor vilket ger det en sjöprocent på 4,3 %.